# マオリ語
マオリ語（マオリご、Māori: マオリ語発音: [ˈmaːɔɾi] マーオリ, Te reo Māori）は、ニュージーランドの先住民族マオリの言語で、東ポリネシア諸語のひとつ。クック諸島マオリ語、トゥアモトゥ語、タヒチ語と深い関係があり、1987年にはニュージーランドの公用語の一つに認定された。同言語を使用する人の数は1945年以降急激に減少していたが、マオリ語を再活性化する取り組みがこの減少を食い止め、2015年頃から勢いを盛り返した。現在は、テレビ放送でも使われるなど、活力を取り戻している。
2013年に実施された国勢調査によると、ニュージーランドの人口の 3.7 %にあたる約149,000人がマオリで日常会話をすることができたという。2015年の時点で、マオリの成人の 55 % が何らかの言語に関する知識を持っていると報告している。しかし、これらの話者のうち、自宅でマオリ語を話すのは 64 % に留まり、「非常に流暢に」もしくは「流暢に」言葉を話せるのは約5万人にすぎない。
マオリ語には独自の文字体系がなかった。1814年頃から来た宣教師（Thomas Kendall, トマス・ケンドール)はマオリ語を学んで話し、ラテン文字を導入した。1817年、 ティートレ (Tītore) と彼の年少の親戚のトゥイ（Tui,トゥヒ(Tuhi)またはトゥパエア (Tupaea) としても知られる）がイギリスへ渡った。ケンブリッジ大学のサミュエル・リー (Samuel Lee) 教授を訪問し、マオリ語の文法と語彙をまとめるのに協力した。ケンドール (Kendall) は、1820年にホンギ・ヒカ (Hongi Hika) とワイカト（Waikato, ンガプヒ族の下位の首長）とともにロンドンに旅したが、その中でリー教授が、この言語の音声学的表記を整え、『First Grammar and Vocabulary of the New Zealand Language ニュージーランド語の最初の文法と語彙』(1820) が出版された。ただし、英国聖公会宣教協会 (CMS) の宣教師たちはこの本を高く評価しなかった。1830年までにCMSの宣教師たちはマオリ語の正書法を修正した。例えば、「Kiddeekiddee」は現代の綴りでは「Kerikeri」になった。マオリ語は母音の長短を区別する。現代の文章では通常長母音にマクロンをつける。古いテキストでは、長母音を二重の文字で表現するものがある（例 "Maaori"）。最近の例外については、以下の「長母音」を参照。

## 名称
マオリ語に由来する英単語は、マオリ語の表記で綴られる。ニュージーランドではマオリ語をte reo Māori「マオリ語」の略称の、te reo [tɛ ˈɾɛ.ɔ]「言語」と呼ぶことが多い。
ニュージーランド以外では”Maori” (マクロンなし)という綴りは、一般的用法でも言語学的用法でも、英語の標準となっている。マオリ語の綴り、Māori (マクロン付き)は、ニュージーランド英語、特にマオリ特有の文化的文脈において、近年一般的になってきているが、伝統的な英語の綴りは、一般のメディアや政府機関で広く使われている。
英語での好ましい発音と代替的な発音は辞書によって異なり、[ˈmaʊri]が今日最も頻出し、[mɑːˈɒri], [ˈmɔːri], および [ˈmɑːri]という発音もある。

## 公的地位
ニュージーランドには英語、マオリ語、ニュージーランド手話の3つの公用語がある。マオリがこの地位を獲得したのは、1987年にマオリ言語法が可決されてからである。ほとんどの政府省庁には、たとえば内務省のTe Tari Taiwhenuaのように、マオリ語の名称が付けられている。地方の官公庁や公共図書館などでは、二言語表記の標識を掲げ、二言語表記の便箋を使用している。ニュージーランド・ポストはマオリ語の地名を郵便上の住所として認識している。政府機関との交渉はマオリ語で行われることもあるが、実際にはほとんど常に通訳が必要であり、その日常的な使用はマオリ語の流暢性が高い限られた地域や、公開協議などのより正式な機会に限定される。ニュージーランドは次第に、マオリ語での名称である Aotearoa（アオテアロア、「長く白い雲の地」の意）と呼ばれるようになってきているが、元来はニュージーランド北島のみを指す語だった。
ニュージーランド議会では、マオリ語での発言を希望する議員のために、通訳が待機している。
1994年、イギリスの枢密院司法委員会による裁定で、ニュージーランド政府はワイタンギ条約 (1840年) による言語保護の責任を負うことになった。従って2004年3月以来、政府はマオリ語で部分的に放送されるマオリTVに資金を提供している。2008年3月28日、マオリTVは、広告や字幕なしでマオリ語のみで放送される第二チャンネル、Te Reoを開始した。最初のマオリTVのチャンネルである Aotearoa Television Network (ATN) は、1996年からオークランド地域で放送されていたが、一年間しか続かなかった。
2008年に Land Information New Zealand が初のマクロンを付け二重母音を表記した公式の地名リストを発表した。以前の地名リストは、マクロンを処理できないコンピュータシステム(通常地図と地理情報システム)に依存していた。

## 歴史

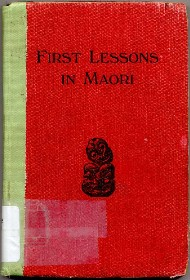
1895年から1909年までワイアプ司教を務めたウィリアム・レオナルド・ウィリアムズによる「マオリ語の最初のレッスン」の1930年の版で、1862年に初版が出版された。

伝説によると、マオリはハワイキからニュージーランドにやって来た。現在の人類学の学説では、その起源はポリネシア東部、おそらく南クック諸島またはソシエテ諸島地域にあり、彼らは遠洋航海用のカヌーを使った計画的な航海で到着したとされており、おそらく船体が二重になっており、おそらく帆船仕掛けであったと思われる。これらの入植者たちはおそらく西暦1280年頃（マオリの歴史を参照）に到着したと考えられる。彼らの言語と方言は19世紀まで孤立した状態で発展した。
1800年頃からマオリ語は激動の歴史を迎える。ニュージーランドの主要な言語としてこの時代が始まった。1860年頃には、入植者、宣教師、金の採掘者、商人の多くが話す英語の陰で、少数言語となった。19世紀後半、ニュージーランドとその地方の植民地政府は、すべてのニュージーランド人のために英語スタイルの学校制度を導入した。1800年代の中頃から、学校でのマオリ語の使用は、西欧化を進めるために、先住民学校法とその後の先住民学校法（code）によって徐々にカリキュラムから外されていった。一方で、マオリの英語学習者は増加していった。

### 衰退
第二次世界大戦 (1939 - 1945年) まで、マオリのほとんどはマオリ語を第一言語としていた。マオリ語で礼拝が行われ、マオリが家庭で話す言語として機能した。マオリの政治家たちはマオリ語で政治集会を開き、いくつかのマオリ語の文学作品が多くの新聞に登場した。
1880年以前には、マオリの議員の中には、議会の進行が英語で行われたために不利益を被った人もいた。しかし、1900年までには、アーピラナ・ンガタ (Sir Āpirana Ngata) をはじめマオリの議員は全員が流暢な英語を話す、大学卒業生となった。この時期からマオリ語を話す人の数は急速に減少し始めた。1980年頃には、マオリの人々のうち、ネイティブスピーカーと呼べるほど言語を話す人は 20 %にも満たなくなっていた。それらの人々の多くでさえ、もう家庭でマオリ語を話さなかった。その結果、マオリの子どもの多くが祖先の言語を学習できず、マオリ語を話さない世代が生まれた。

### 復活の努力
1980年までにマオリの政治家たちは自分たちの言語の喪失の危険性を認識し始め、1982年から幼児がマオリに幼児期から学齢期まで浸かるコーハガ・レオ運動のようなマオリ語の復活プログラムを始めた。1985年には、最初の Kura Kaupapa Māori（1歳から8歳までのマオリ語中等教育プログラム）、その後、最初の Wharekura（9歳から13歳までのマオリ語中等教育プログラム）が設立された。「1980年代と1990年代前半から半ばにかけて、本物のマオリ語の復活があった......。話し手がほとんどいないことがわかったことや、都市部と農村部の両方で年配の流暢な話し手が相対的に多いことで拍車がかかった」にもかかわらず、言語は衰退し続けている。この減少は「いくつかの根本的な原因がある」と考えられている。それらは下記の要因とされる。
- マオリ語復活運動の先頭に立ってきた母語話者の高齢者の減少が続いていること
- 再生の原動力となった制度の存在そのものによってもたらされた自己満足
- 良い教師の供給が（需要が縮小しているにもかかわらず）需要と一致しないことによる質への懸念
- 運動に関与する人々の一部を遠ざけた、過度の規制と統制の中央集権化
- マオリ語・マオリで完全なカリキュラムを教えるのに必要な教育資金の不足が続いていること[25]。

パートナーシップの原則、マオリ語に関する政治、一般的な再活性化と方言保護政策、適切な資金調達に基づき、ワイタンギ審判所は「4つの根本的な変更」を推奨した。
1. マオリ語委員会（Te Taura Whiri、テ・タウラ・フィリ）はマオリ語部門の主導機関となるべきである。これは、監査総局によって特定された、所有権と指導権の欠如によって引き起こされる問題に対処するものである[27]。
2. マオリ語委員会は、政府とマオリから任命された者を対等に任命することによって、政府とマオリの合同組織として機能すべきである。これは、マオリと方向性を決める責任を分担しなければ、言語の復活がうまくいかないという（審判所の）憂慮を反映している。
3. マオリ語委員会も力を強化する必要がある。これにより、公共機関が組織の再生に貢献せざるを得なくなり、主要機関が採用する戦略について適切な説明責任を負うことが保証される。例えば、マオリ語教員養成の目標を達成し、マオリ語を含む教育カリキュラムを承認し、マオリ語話者が十分な数または十分な割合いる地方公共団体やマオリ生徒が一定割合いる学校はマオリ語の計画を承認のために提出しなければならない。
4. また、これらの地方公共団体や学校においても、iwi（イウィ、マオリまたは部族の連合）に相談して計画を立てる必要がある。こうすることで、イウィは自分たちの地域でのマオリ語の再活性化に中心的な役割を果たすようになるだろう。草の根で言語を促進する努力を、これによって奨励するべきだ。[28]

審判所によって示された変更は単なる推奨であり、政府を拘束するものではない。
しかし、学校のカリキュラムでのマオリ語の指導、教育言語としてのマオリ語の使用、およびこれらの取り組みを支えるイデオロギーに見られるように、再活性化の取り組みが定着しつつあるという証拠がある。2014年、パーケハー（白人）からニュージーランドに住むマオリまで、様々な民族的背景を持つ18歳から24歳の学生を対象に調査が実施された。この調査では、62 %の回答者がマオリ語が危険にさらされていると答えた。Alburyは、これらの結果は、言語が共通の会話で十分に使用されていなかったか、または話者の数が将来の言語開発に不十分であったという事実から来ていると主張する。
言語再活性化のための政策は、マオリ語の使用を改善しようとする試みの中で変化しており、再活性化を実施する最善の方法についてワイタンギ審判所からの提案に取り組んでいる。ワイタンギ審判所は2011年に、先住民政策を中央政府からマオリの嗜好やイデオロギーに移行させる言語活性化の提案を確認した。この変更はマオリの再活性化の問題を、ニュージーランドの言語とマオリにとって何が最善かを特定するという政府の仕事としてではなく、先住民の自己決定の一つとして認識していることを意味する。

### 2015年からの復興
マオリ語は2015年頃から共通の国家遺産として次第に人気が復活し、マオリにルーツを持たないニュージーランド人の間でも人気が高まった。2018年からの調査では、「マオリ語は現在、マオリ社会で高い地位を享受しており、またマオリ以外のニュージーランド人の大多数が積極的に受け入れている」ことが示されている。
その地位と名声が高まるにつれて、マオリ語教室への需要も高まった。マオリ語を使用することで顧客が会社を「ニュージーランドに献身的」であると考えるようになったことが明らかになったため、企業はこの傾向をすぐに取り入れた。マオリ語はメディアや政治でますます聞かれるようになった。娘にマオリ語のミドルネームを与えたジャシンダ・アーダーン首相は、2018年にマオリのことわざでイギリスの政治家たちに祝杯を挙げて話題となり、エイリアン・ウェポンリー（エイリアン・ウェポンリー）や Maimoa Music（マイモア・ミュージック、英語版）などのマオリ音楽グループの成功は、マオリ語のソーシャルメディアでの存在感をさらに高めた。

## 言語の分類

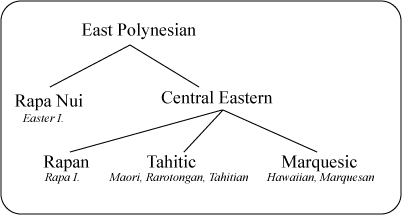
東ポリネシア諸語の主なサブグループ

比較言語学者はマオリ語をポリネシア諸語として分類する。特に、東ポリネシア諸語に属するタヒチ諸語の言語であり、タヒチ諸語は、南部クック諸島で話されるクック諸島マオリ語と、タヒチ島およびソシエテ諸島で話されるタヒチ語を含む。その他の主な東ポリネシア諸語の言語には、ハワイ語やマルキーズ語（マルキーズ諸語の言語）、イースター島のラパヌイ語がある。
上記はすべて別個の言語であるが、1769年から1770年にジェームズ・クック船長と一緒に旅行したタヒチ人のトゥパイアがマオリと効果的に意思疎通したという点では、それらは十分に類似している。同様に、1947年にテランギ・ヒロアが北ケープから北北西に約4400キロ離れた小さな環礁であるカピンガマランギ環礁を訪問したとき、彼らの言語がニュージーランド・マオリ語と非常に似ているので通訳が必要ないことに驚いた。映画『モアイの謎』を製作するためにイースター島に行ったマオリの俳優たちは、現地の言葉の著しい類似性に注目した。同様に、アート・キュレーターのルーベン・フレンドも、認識可能な単語に異なる語彙や異なるニュアンスを見つけるのに短い時間しかかからなかったと指摘している。現代マオリ語を話す人たちは概して、ラロトンガ語を含むクック諸島の言語を理解したと報告している。ラロトンガ語は他のポリネシア語の中で最も理解しやすく、話しやすい言語である。 

## 地理的区分

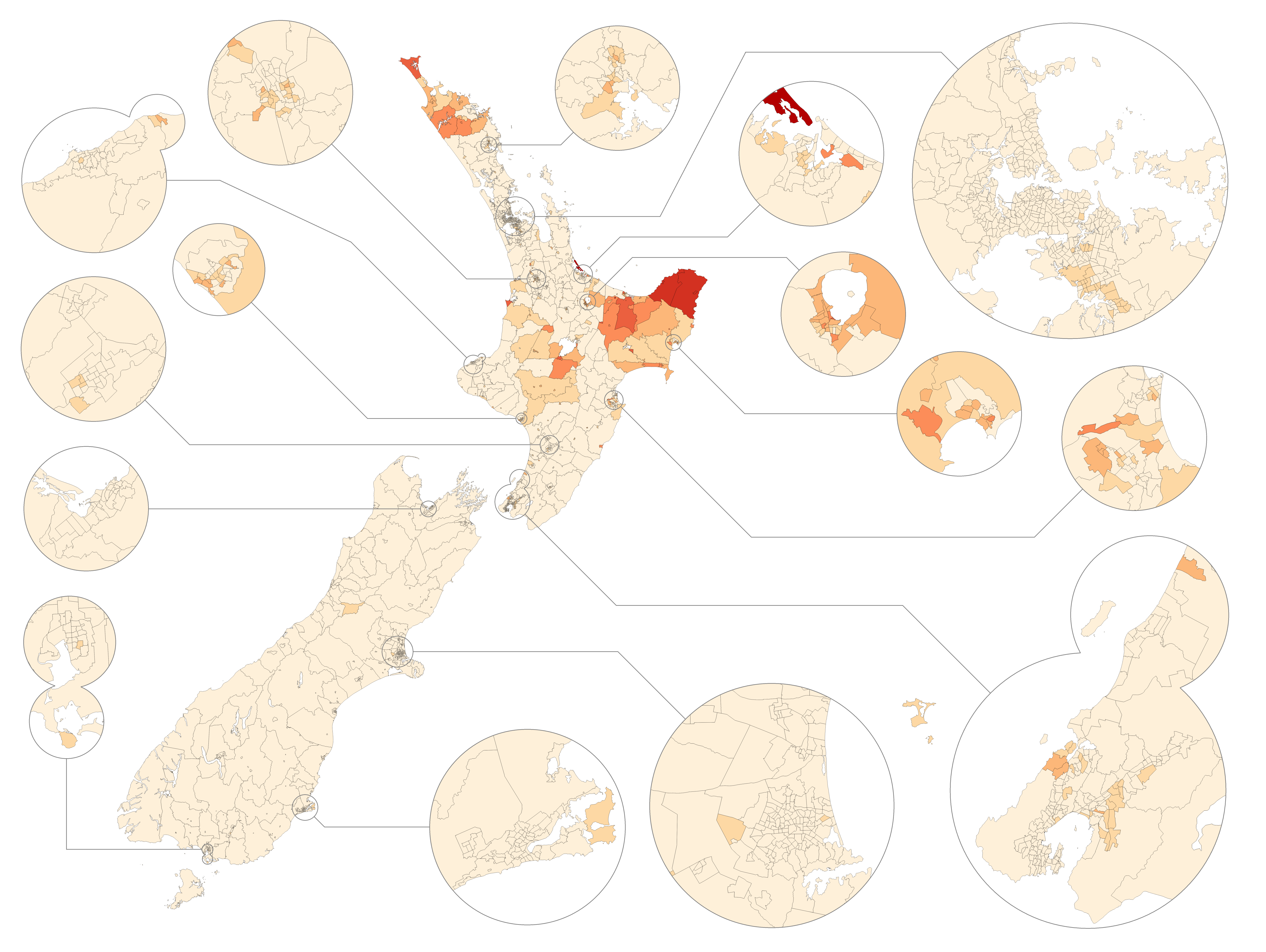
2013年の国勢調査によるマオリ語の話者
< 5%
5–10%
10–20%
20–30%
30–40%
40–50%
> 50%

ほとんどすべての話者はニュージーランドのマオリの住民である。話者の数の推定は様々で、1996年の国勢調査では16万人と報告されているが、マオリ語委員会 (Māori Language Commission: Te Taura Whiri i te Reo Māori) によると、1995年時の流暢な成人の話者はわずか1万人と推定されている。
2013年の最新の国勢調査で報告されたように、マオリ語の会話できる知識を持っていたのはわずか 21.31 %（自認）で、マオリの全人口の 1.4 % にあたる話者のうち、マオリ語のみを話したのは約6.5%に過ぎなかった。この割合は、人口の約4分の1から 21 % へと近年減少している。しかし、同じ調査でマオリ語を話す人の数は全人口の 3.7 % だった。
自称マオリ語話者の能力のレベルは、最低限のものから全体的なものまでさまざまである。異なる能力レベルの率に関する統計は収集されていない。マオリ語を母語とする自称話者はごく少数である。残りはいくつかの単語または句のみを使用する（マオリ語は理解できるが話せない受容的バイリンガル）。
マオリ語は今でも、ノースランド、ウレウェラ、東ケープ地域のマオリ居住地で優勢な地域言語である。ニュージーランド中のコハンガレオ・マオリ語イマージョン幼稚園はマオリ語のみを使用している。マオリの子供をバイリンガルで育てる人が増えている。
第二次世界大戦後の都市化は、マオリ語優位（地方のファーナウ (whānau) の主要な言語はマオリ語）から英語優位（パーケハー〈Pākehā、白人の意〉の都市で主要な言語として役立っている英語）へと、広範囲にわたる言語シフトをもたらした。そのため、マオリ語を話す人はほとんどの場合、ニュージーランド英語を第1言語または第2言語として、バイリンガルでコミュニケーションをとる。マオリ語だけを話す人は 9000人ほどしかいない。
マオリ語の使用は、マオリのディアスポラにおいてはニュージーランド本国よりもはるかに少ない。オーストラリアの国勢調査によると2016年の母語話者は 11,747人で、オーストラリアのマオリ人口全体のわずか 8.2 % にすぎないが、これはマオリ移民のオーストラリアへの出国が増えたことによるものかもしれない。

## 正書法
マオリ語にはもともと固有の文字体系がなかった。マオリがかつて使用していたペトログリフは、イースター島のロンゴロンゴに似た文字に発展したことが示唆されている。しかし、これらのペトログリフが真の文字体系に発展したという証拠はない。集会所の kōwhaiwhai（梁に描かれた絵）の中のいくつかの独特の印は whakapapa（系譜）を暗唱する際の記憶の助けとして使われたが、ここでも印と意味の間に体系的な関係はなかった。
現代のマオリ語アルファベットは15文字で、そのうち二つは二重音字である。
| 子音                                                            | 母音                          | 母音                          |
| 子音                                                            | 短母音                        | 長母音                        |
| --------------------------------------------------------------- | ----------------------------- | ----------------------------- |
| - H h - K k - M m - N n - P p - R r - T t - W w - Ng ng - Wh wh | - A a - E e - I i - O o - U u | - Ā ā - Ē ē - Ī ī - Ō ō - Ū ū |

- 文字の順序は次のとおり: A, E, H, I, K, M, N, O, P, R, T, U, W, Ng, Wh.
- 下線付き k が南部方言の記述に用いられることがあり、これは疑問文に現れる /k/ が標準方言のng に対応していることを示す。
- L と G が南部方言に見られる。
- ワンガヌイ方言にあらわれる声門閉鎖音には複数の表記法がある。

五つの母音には長短の区別があり、長母音は文字上にマクロンを付して示す。マオリ語をラテン文字で書こうとする試みは、ジェームズ・クック船長をはじめとする初期の探検家たちによって始まり、成功の度合いはさまざまであった。子音が最も困難であったと思われるが、中間および最終音節の母音は初期の情報源ではしばしば欠落していた。Anne Salmondは、aki を aghee、Tuki と Tangaroa を Toogee と E tanga roak、Kokramea, Kakaramea、toki (s) を toges、Wannuuku と kumeraを gumera、Weygate を Waikato、Bunga Bunga を pungunga、tubua と gure を kurry、Te Puha を Taboohaと記録した。
1814年から、宣教師たちはマオリ語の音を定義しようとした。トマス・ケンドールは、1815年に ”A korao no New Zealand” という本を出版した。この本は、現代の正書法と語法では、“He korero no Aotearoa” と表記される。ケンブリッジ大学のサミュエル・リー教授は、1817年にンガープヒ (Ngāpuhi) の首長ティートレ (Títore) と彼の年少の親戚トゥイ (Tui) と、その後、首長ホンギ・ヒカ (Hongi Hikaと彼の年少の親戚ワイカト (Waikato) と協力して、北島での語法に基づいた決定的な正字法を確立し、1820年に出版した。例えば、「Kiddeekiddee」は現代の綴りで 「Kerikeri」 となった。この正書法は、主に2つの変更を加えただけで、使用され続けている。無声両唇摩擦音の音素を両唇軟口蓋音の音素 /w/ と区別するための wh の追加。そして、長母音の一貫した標示。マクロンは、長母音 (hāngi) を標示するために一般的に受け入れられている手法となっているが、二重母音文字も使用されている (例: haangi) 。
マオリは識字を熱烈に受け入れ、宣教師たちは1820年代に、全国のマオリが、紙がなくても葉っぱや木炭、彫刻された木、皮などの非常に革新的な材料を使って、互いに読み書きを教えあったと報告した。

### 長母音
初めにケンブリッジ大学で考案された書記体系では、母音の長さが明記されなかった。以下の例は、マオリ語で母音の長さが音韻的であることを示している。
| 短母音 | 短母音 | 長母音 | 長母音             |
| ------ | ------ | ------ | ------------------ |
| ata    | 朝     | āta    | 注意深く           |
| keke   | ケーキ | kēkē   | 腋の下             |
| mana   | 名声   | māna   | 彼/彼女のために    |
| manu   | 鳥     | mānu   | 浮かぶ             |
| tatari | 待つ   | tātari | 濾過する・分析する |
| tui    | 縫う   | tūī    | エリマキミツスイ   |
| wahine | 女     | wāhine | 女たち             |

マオリは最初、散発的に母音の長さを示す方法を考案した。マオリが書いた19世紀の写本や新聞には、時折、母音の長さに一貫性がなく、長音のような発音区別符号や文字の重複などが見られる。マオリの作家であるハレ・ホンギ（Hare Hongi、ヘンリー・ストーウェル (Henry Stowell）は1911年の “Maori-English Tutor and Vade Mecum”で、アーピラナ・ンガタ (Sir Āpirana Ngata) は彼の “Maori Grammar and Conversation” （第7版、1953年）で（一貫していないにしても）使った。1960年代にマオリ語が大学で教えられるようになると、母音の長さの表記が体系化された。オークランド大学のブルース・ビッグズ教授（ンガーティ・マニアポト (Ngāti Maniapoto) 系）は、二重母音の使用 (例: Maaori)を奨励した。2000年にビッグズが亡くなるまで、このスタイルは標準的なものだった。
1987年のマオリ語法によりマオリ語正書法の統制機関として設置されたマオリ語委員会がこの綴字法を支持し、現在ではマクロン（tohutō、トフトー）が長母音を表す標準的な手段となっている。現在ではほとんどのメディアがマクロンを使っており、Stuff のウェブサイトと新聞は2017年から、TVNZとNZMEのウェブサイトと新聞は2018年から利用している。
二重母音を使用する主な例外は次のとおり。
- 内国歳入庁は、主に tāke という語が英語の take と混同されないように、そのマオリ名を Te Tari Tāke ではなく Te Tari Taake と綴っている[58]。かなりの数の政府機関および非政府組織が、名称に新しい綴りの rōpū ではなく、古い綴りのroopu（協会）を使い続けている。例として、Te Roopu Raranga Whatu o Aotearoa （マオリ全国織物職人協会）や Te Roopu Pounamu（ニュージーランド緑の党のマオリ限定の組織）がある。

- ワイカト地方では、ハミルトン市議会[59]、ワイカト地区議会[60]、ワイカト博物館で、地元のイウィであるワイカト＝タイヌイ (Waikato-Tainui) に配慮して二重母音字を用いている[61]。しかし、2013年のワイカト大学のウェブページには、ワードフォーマットの文書にマクロンを追加できるコンピュータプログラムを推進する際に、この二重母音字を「時代遅れ」と説明している[62]。

- ニュージーランドの地名の中には、火山島のファカーリ (Whakaari、ホワイト島) や、北島中部のトカーヌ (Tokaanu) 集落のように、現在でも二重母音字を使用するものがある。

タイプライターや旧式のコンピュータシステムでは、マクロンがついた母音を表示するのに技術的な制限があるため、マクロンの代わりにトレマ（例: Mäori）が使われることがある。

## 音韻論
マオリ語には5つの音韻的に明瞭に異なる母音と10の子音の音素がある。

### 母音
|      | 前舌  | 中舌  | 後舌  |
| ---- | ----- | ----- | ----- |
| 狭   | i, iː | u, uː | u, uː |
| 中央 | e, eː |       | o, oː |
| 広   |       | a, aː | a, aː |

マオリ語における母音の実現（発音）は種類に乏しいと一般に言われているが、言語学的研究はそうでないことを示している。
母音の長短は音韻的ではある。ただし、/aː/ を例外として5つの長母音のうち4つは一握りの語根でしか発音されない。上記のように、マオリ語の綴りでは、長母音をマクロンで表すことが最近の標準となっている。年長の話者にとっては、長母音、特に広母音はより非中舌、非中央になり、短母音はより中舌、中央になる傾向がある。長母音は [aː] であるが短母音は [ɐ] となる。若い話者にとっては両方とも [a] である。高齢の話者の場合、[ʉ] は /t/ の後にのみ表れ、他の場所では [u] となる。若い話者にとっては、ニュージーランド英語の対応する音素と同様に、 どこでも [ʉ] である。
他の多くのポリネシア諸語の言語と同様に、マオリ語の二重母音は、同じ音節に属することを除いて、隣接する母音の連続とわずかに異なるだけで、非同一母音のすべてまたはほぼすべての連続が実現可能である。同一でない短い母音のすべての連続が生じ、音韻的に異なる。若い話者では /ai,au/ は /ae,ao/ の [a] より狭い母音で始まる。
次の表は、Bauer 1997 および Harlow 2006 による五母音の音素とその一部の異音を示したもので、舌の位置の解剖学的な母音三角形（実際には台形）の中で大きな空間を占める音素もある。例えば、上記のように、/u/ は [ʉ] として実現されることがある。
単母音の他にマオリ語には多くの二重母音の音素がある。どんな短母音の組み合わせも可能であるが、どの組み合わせが二重母音を構成するかについては、研究者の間で意見が一致していない。フォルマント周波数分析では、/aĭ/, /aĕ/, /aŏ/, /aŭ/, /oŭ/ を二重母音として区別する。

### 子音
マオリ語の子音の音素を次の表に示す。マオリの10個の子音文字のうち7個は、国際音声記号 (IPA) と同じ発音になっている。そうでない場合は、IPAの表記規則に従って角括弧で囲まれたIPAの音声表記が含まれている。
|        | 両唇      | 舌頂  | 軟口蓋 | 声門 |
| ------ | --------- | ----- | ------ | ---- |
| 鼻音   | m         | n     | ng [ŋ] |      |
| 破裂音 | p         | t     | k      |      |
| 持続音 | wh [f, ɸ] | r [ɾ] | w      | h    |

wh の発音は非常に多様であるが、最も一般的な発音（標準的な異音）は唇歯摩擦音 [f] である（英語でしばしみられる）。もう一つの異音は両唇摩擦音 [ɸ] であり、これは通常ヨーロッパ系上陸以前の唯一の発音であると思われるが、言語学者はこの仮定が真実かどうかを確信していない。少なくとも1930年代までは両唇摩擦音が正しい発音であると考えられていた。借用において英語の f が wh ではなく p として転記されるという事実は、マオリが英語の /f/ を wh と同じ音ではないと認識していたことを強く示唆している（たとえば、”February”（2月）の場合は、*Whepuere ではなく Pepuere になった）。
英語の破裂音 /p,t,k/ は概ね帯気するため、英語話者はマオリ語の帯気しない破裂音が英語の /b,d,g/ に聞こえることが多い。しかし,若いマオリ語話者は英語のように /p,t,k/ を帯気させる傾向がある。英語を話す人はまた、ある位置ではマオリ語の /r/ が英語の /l/として聞こえる傾向がある（日本語のラ行と同様である）。このような聞こえ方から、北島のトラガ湾や南島のオタゴやワイホラなど、マオリ語では綴りの間違った地名が生まれている。
現代のマオリ語では、t は /i/ や /u/ の前では [t͡ʃ] や [t͡s] になったりする（日本語のチとツと同様）。
ng は日本語でいわゆる鼻濁音であり、語頭でも現れる。ニュージーランド以外の英語話者にとっては扱いが難しい。
北島西部の一部では、h は声門破裂音 [ʔ] 、w は [ʔw] と発音される。
r は通常、特に /a/ の前でははじき音として発音される。しかし、それ以外の場所では、時にふるえ音となる。
英語からの借用において、多くの英語の子音は最も近いマオリ語の子音に単純化されている。例えば、英語の摩擦音 /tʃ/、/dʒ/、/s/ を h、英語の /f/ を p、英語の /l/ を r(後述するように、lは南部の方言で保持されることがある)と発音する。

### 音節
マオリ語の音節には、V、VV、CV、CVVのいずれかの形式がある。この4つの形式は、 (C) V (V) という表記法で要約できる。この表記法では、括弧内の節は存在しても存在しなくてもよい。音節は二つの子音(ただし二重音字 ng と wh は単一の子音を表すので問題ない)で始めることはできず、子音で終わることもできないが、一部の話者は時折最終母音が無声化することがある。可能なCVの組み合わせはすべて文法的なものであるが、wo、who、wu、whu の組み合わせは wuru〈羊毛（← 英: wool）〉、whutuporo〈サッカー（← football）〉などの英語の借用語でしか使用できない。
他の多くのポリネシア語、例えばハワイ語と同様に、英語からの外来語の借用は、借用語のすべての英語子音を置き換え、子音群の分割を伴う。たとえば、英: Presbyterian（長老派）は Perehipeteriana として借用された。借用語の子音の位置は削除されていないが、/s/ と /b/ はそれぞれ /h/ と /p/ に置き換えられている。
通常、強勢（アクセント）は単語の最後の4つの母音の中にあり、長母音と二重母音は2倍に数えられる。つまり、最後の4モーラである。しかし、強勢の置かれたモーラは強勢を置かれていないモーラよりも長いので、マオリ語では他の言語のような正確さはない。最初の長母音に優先的に、長母音がない場合は最初の二重母音（ただし、最後の二重母音を決して発音しない話者もいる）に、そうでない場合は最初の音節に置かれる。名詞など複合語は、各構成語に強勢のある音節を有することができる。長い文章では、休止の前の最後の音節には、通常の強勢のある音節よりも強い強勢がある。

## 方言

北島方言

ビッグズは、歴史的に2つの主要な方言グループ、北島と南島があり、南島マオリ語は絶滅したと提案した。ビッグズは、北島のマオリ語を、島の南北軸にほぼ沿った境界を持つ西側グループと東側グループから成ると分析している。
これらの広い区分の中で、地域的な差異が生じ、個々の地域は部族的な差異を示す。主な違いは単語の発音、語彙の変化、イディオムである。マオリ語を流暢に話す人は、他の方言を理解するのに問題はない。
方言間で文法に大きな違いはない。「文法の部族的変化の大部分は好みの問題である:ある地域の話者は、ある文法形式を別の文法形式よりも好むかもしれないが、時々、好ましくない形式を使い、少なくともそれを認識し、理解する機会がある可能性が高い。」語彙や発音の変化は大きいが、コミュニケーションの障害にはならない。

### 北島方言
島の南西、ワンガヌイ地方とタラナキ地方では、音素 /h/ は声門破裂音であり、音素 /wh/ は [ʔw] である。この違いは、1990年から2000年にかけて、当時提案されていたワンガヌイ市の名称を Wanganui から Whanganui に変更することをめぐり、大きな議論の的となった。
トゥーホエと東部ベイ・オブ・プレンティ（北東北島）では ng が n と合流した。最北部の一部では、wh が w と合流している。

### 南島方言
絶滅した南島の方言では、ng は多くの地域で k と合流した。したがって、カーイ・タフ (Kāi Tahu) とンガーイ・タフ (Ngāi Tahu) は同じイウィの名前の変形である。2000年以来、政府はいくつかの南部の地名の正式名称を、ng を k に置き換えることによって南部方言の形式に変更してきた。何世紀にもわたって、ng と k が融合するマオリ語南島方言でアオラキ (Aoraki) 、他のマオリ語でアオランギ (Aorangi) として知られていたニュージーランドの最高峰は、後にクック船長に敬意を表して「クック山」と名付けられた。今では正式名称は 「Aoraki/Mount Cook」 となっており、地元の方言が好まれている。同様に、マオリ語でスチュアート島を意味するラキウラ (Rakiura) は、カンタベリー地方の町ランギオラ (Rangiora) と同系の名前である。同様に、ダニーデンの主要な研究図書館であるホッケンコレクション (Hocken Collections) は、北部標準の TeWhare Taonga o Hākena ではなく、Uare Taoka o Hākena という名前を持っている。Goodall & Griffiths は、k から g への合流もあると言っている。これがオタゴ地方（南部方言）とそれにちなんで名付けられた入植地 Otakou（標準マオリ語）の綴りが異なる理由である（後者の発音は、北部の綴りに適応するために時間とともに変化した）。ウェスト・コースト地方のワイタンギタオナ (Waitangitaona) 川は、一つの川が自然分離して二つの異なる川になったが、それぞれ異なる方言で名付けられた。北の川は Waitangitāhuna 川と名付けられたが、南の川は Waitakitāhuna-ki-te-Toka となり、南の方の綴りがより一般的であった（キテトカ (ki-te-Toka) 「南の」は、標準マオリ語でキテトンガ (ki-te-Tonga) と表現される)。
また、これらの南部方言では、標準的なマオリ語の r が l に、wh が w に変わることもある。このような変化は、ワイホラ湖や、バンクス半島のワンガロア（標準的なマオリ語で 「ワンガロア」 と表現され）やリトル・アカロアの沿岸集落などの地名によく見られる。M.Goodall とGriffiths は、最終音節の母音は曖昧母音として発音が中舌・中央化するか、（不明瞭に発音されるか、全く発音されない）省略され、結果的に Kilmog のような見かけ上不格好な地名になり、標準的なマオリではキリモコとされるが、南部方言では現在の名前が示唆するように「キリモグ」と発音されることが非常に多いだろうと主張する。この同じような省略は、他の多くの南部の地名にも見られる。たとえば、パーマーストンとアカロアの近くにある二つの小さな集落 The Kaik（漁村の意味から、標準マオリ語のカインガ）や、ワカティプ湖をワガディブと初期に綴った地名などである。標準的なマオリ語では、ワカティプはワカティプアと表現され、更に最終母音が除去されていたことを示した。
南島方言は公式には絶滅したと考えられているが 、オタゴやサウスランドの多くの行政機関や教育機関は、看板や公式文書での使用を奨励している。

## 文法と統語論

### 語基
Biggs 1998 はマオリ語の基本単位は単語ではなく句であるという分析を展開した。語彙的な単語は句の「語基 (base)」を形成する。
名詞語基は、定冠詞を取ることができるが、言葉の句の核として生じない語基を、名詞は含む（例: ika（魚）または rākau（木））。複数は、定冠詞（単数形 te、複数形 ngā）、直示的小辞 "tērā rākau"（その木）、"ērā rākau"（それらの木）、所有代名詞 "taku whare"（私の家）、"aku whare"（私の家）を含む様々な手段によって特徴付けられる。複数形で母音が長くなる名詞もある。例 wahine（女）; wāhine（女たち）
汎用語基は、受動的に使用可能な動詞である。受動文においては、受動形に変化する。例えば、inumia（酔った）、tangihia（泣かれる）、kīa（言われる）。
状態語基は、 (stative) は動詞として使える語基として機能するが、受動文には使用できない。ora（生きている）、tika（正しい）など。文法では一般的に「状態動詞(stative verb)」と呼んでいる。文の中で使われるとき、状態動詞は他の動詞のような語基とは異なる構文を必要とする。
位置語基は、位置を示す不変化詞 ki（に、に向かって）に直接続くことができる。語例としては、runga（上）、waho（外）、および地名（ki Tamaki、オークランドに）のようなものがある。
人間語基は ki の後に人を示す冠詞を取る。人の名前（ki a Hohepa、ジョセフ (Joseph) へ）、擬人化された家、人称代名詞 wai?（誰？）、Mea（まあまあ）。

### 小辞
他のすべてのポリネシア言語と同様に、マオリには、動詞的小辞、代名詞、位置の小辞、定の小辞、所有の小辞など小辞が豊富である。
動詞の小辞は、それらが関係する動詞のアスペクト特性を示す。下記などがある。
- ka（起動）
- i（過去）
- i te（過去進行）
- kei te（現在進行）[89]
- kua（完了）
- kia（願望）
- me（規範）
- e（非過去）
- kei（警告「最悪」）
- ina またはana（条件「いつ」）
- e ...ana（不完了）

代名詞には単数形、双数形、複数形がある。複数形と双数形の両方の異なる一人称の形式は、聞き手を含むグループ、または聞き手を含まないグループに使用される。
位置小辞とは、時間および/または空間における位置を指し、下記が含まれる。
- ki（向かって）
- kei（で）
- i（過去の位置）
- hei（未来の位置）[90]

所有は所有者と所有対象の間の関係によって、a と o で示される2つの分類に判別される。ngā tamarikia te matua は親の子を表すが、te matua o ngā tamariki は子の親を表す。
定冠詞には、te（単数）と ngā（複数）、および所有を表す tāo, tō が含まれる。これらは代名詞とも結合する。指示的な小辞は直示機能を持ち、tēnei（これ）、tēnā（それ）、tērā（あれ）、前述の taua などがある。他の定を表す小辞としては、「tēhea? (どれ？)、tētahi（或る、一定の）。t で始まる定を表す小辞は、t を抜くことにより複数形を形成する（例: tēnei（これ）、ēnei（これら））。
|                | 名詞単数形 | 名詞複数形 | 副詞 |
| -------------- | ---------- | ---------- | ---- |
| 近称（これ）   | tēnei      | ēnei       | nei  |
| 中称（それ）   | tēnā       | ēnā        | nā   |
| 遠称（あれ）   | tērā       | ērā        | rā   |
| 不定称（どれ） | taua       | aua        |      |

不定冠詞 he は、通常、それが使用される句の冒頭に置かれる。不定冠詞は、語基が不明確または名目上使用されるときに使用される。これらの句は、不明瞭な名目上の句として識別することができる。冠詞は英語の 「a」 または 「some」 に翻訳することができるが、その数は he によって示されない。不定冠詞 he が水や砂のような大量の名詞と一緒に使われるときは、常に「一定の」を意味する.。
| マオリ語   | 例         | 例             |
| ---------- | ---------- | -------------- |
| he tāne    | 男一人     | 男い何人か     |
| he kōtiro  | 女の子一人 | 女の子何人か   |
| he kāinga  | 村一つ     | 村いくつか     |
| he āporo   | りんご一個 | りんごいくつか |
| he tangata | 一人       | –              |
| he tāngata | –          | 何人か         |

固有名詞の冠詞 a は人称名詞や場所名に用いられる。固有名詞は、 定冠詞または不定冠詞が名称の重要な部分でない限り固有名詞を表す小辞の上に持たない。固有名詞を表す小辞は、常に固有名詞を含む句の中にある。
| Kei hea, a Pita?                 | ピーターはどこにいますか?        |
| Kei Tāmaki, a Pita.              | ピーターはオークランドにいます。 |
| Kei hea, a Te Rauparaha?         | テ・ラウパラハはどこにいますか?  |
| Kei tōku kāinga, a Te Rauparaha. | テ・ラウパラハは私の家にいます。 |

### 修飾語としての語基
一般に、修飾語として使用される語基は、それらが修飾する語基に従う。例えば、"matua"（親、年長者）＋"wahine"（女）から "matua wahine"（母、おばあさん）。

### 人称代名詞

マオリ語の代名詞の模式図

他のポリネシア言語と同様に、マオリには代名詞と所有格に3つの数、単数形、双数形、複数形がある。例: ia（彼/彼女）、rāua（彼ら2人）、rātou（三人以上）。マオリ代名詞と所有格はさらに、排他的「我々は」と包括的「我々は」、二人称と三人称を区別する。
| 人称   | 人称   | 単数形    | 双数形 | 複数形 |
| ------ | ------ | --------- | ------ | ------ |
| 一人称 | 包括形 | –         | tāua   | tātou  |
| 一人称 | 除外形 | au / ahau | māua   | mātou  |
| 二人称 | 二人称 | koe       | kōrua  | koutou |
| 三人称 | 三人称 | ia        | rāua   | rātou  |

複数の代名詞 mātou（私たち、排他形)、tātou（私たち、包括形）、koutou（あなた）、rātou（彼ら）を持つ。この言語は双数形代名詞 māua（私たち2人、除外形）、tāua（私たち2人、包括形）、korua（あなたたち2人）、rāua（彼ら2人）を特徴としている。除外形と包括形の違いは、対象者の取扱いにある。三人称でいえば mātou は話し手やその他の人を指すが、聞き手は指さない（「私と他人であり、あなたは含まない」）。一方、tātou は話し手・聞き手・その他のすべての人を指す（「あなた、私、他の人」）。
- Tēnā koe : こんにちは〔相手が1人の場合〕
- Tēnā kōrua : こんにちは〔相手が2人の場合〕
- Tēnā koutou : こんにちは〔相手が3人以上の場合〕

### 句文法
マオリ語で話される句は、「核」と「周縁」に分けることができる。核は意味と考えられ、語句の中心である一方、周縁は文法的な意味が伝達され、核の前後に発生する場所である。
| 周縁  | 格    | 周縁 |
| ----- | ----- | ---- |
| te    | whare | nei  |
| ki te | whare |      |

核の whare は「家」と訳すことができ、周縁の te は英語の定冠詞 the に類似し、周縁の nei は話し手への近接を示す。この句全体は「この家」と訳すことができる。

### 否定
マオリ語で否定的な語句を形成することは、極めて文法的に複雑である。さまざまな状況で使用されるいくつかの異なる否定辞がある。4つの主な否定辞は次のとおり。
| 否定辞                      | 説明                                                                         |
| --------------------------- | ---------------------------------------------------------------------------- |
| kāore / kāhore / kāre / kāo | 最も一般的な否定辞。                                                         |
| kore                        | 強い否定で、英語の never に相当する。                                        |
| kaua / kauka                | 否定の命令を構成する際に使用される。                                         |
| ehara                       | 特定の非動詞的な文を否定するのに用いられる（例: 等式文、分類、前置詞の文）。 |

kīhai と tē は特定の方言や古めのテクストには見られるが、一般的にはあまり使われていない。最も一般的な否定辞は kāhore で、これは上に示した4つの形のうちいずれかの形で現れるが、このうち kāo は質問への応答にのみ使用される。否定句は以下に示すように、動詞的小辞の形にも影響する。
|          | 肯定    | 否定    |
| -------- | ------- | ------- |
| 過去     | i       | i       |
| 未来     | ka      | i/e     |
| 現在     | kei te  | i te    |
| 未完了   | e...ana | e...ana |
| 過去完了 | kua     | kia     |

kāhore の一般的な用例を以下に示す。主語は通常否定句で提起されるが、これは義務的ではない。否定句の各例は比較のため、対応する肯定表現と共に提示する。
| (1a) | Kāhore                              | tātou    | e   | haere | ana | āpōpō |
|      | neg                                 | 1pl.incl | T/A | 行く  | T/A | 明日  |
|      | '私たち（3人以上）は明日は行かない' |          |     |       |     |       |

| (1b) | E                  | haere | ana | tātou    | āpōpō |
|      | T/A                | 行く  | T/A | 1pl.incl | 明日  |
|      | '私たちは明日行く' |       |     |          |       |

| (2a) | Kāhore               | anō  | he  | tāngata | kia  | tae  | mai      |
|      | neg                  | まだ | det | 人      | subj | 着く | こちらへ |
|      | 'まだ誰も来ていない' |      |     |         |      |      |          |

| (2b) | Kua            | tae  | mai      | he  | tāngata |
|      | T/A            | 着く | こちらへ | det | 人      |
|      | '来た人がいる' |      |          |     |         |

## カレンダー
マオリは布教の時代から、英語の名前を曜日や月に合わせて使っていた。1990年頃から、マオリ語委員会/ Te Taura Whiri o te Reo Māori は、新しい「伝統的な」セットを推進してきた。曜日にはヨーロッパ語以前に相当するものはなく、異教徒の英語名の起源を反映している（たとえば、Hina=moon）。その委員会は、その年の月を伝統的な部族の太陰暦の1つに基づいて決めた。
| 曜日   | 音訳              | 公式名称 |
| ------ | ----------------- | -------- |
| 月曜日 | Mane              | Rāhina   |
| 火曜日 | Tūrei             | Rātū     |
| 水曜日 | Wenerei           | Rāapa    |
| 木曜日 | Tāite             | Rāpare   |
| 金曜日 | Paraire           | Rāmere   |
| 土曜日 | Rāhoroi / Hāterei | Rāhoroi  |
| 日曜日 | Rātapu / Wiki     | Rātapu   |

| 月   | 英名      | 英語音訳 | 公式名称         | 備考                 |
| ---- | --------- | -------- | ---------------- | -------------------- |
| 1月  | January   | Hānuere  | Kohi-tātea       |                      |
| 2月  | February  | Pēpuere  | Hui-tanguru      |                      |
| 3月  | March     | Māehe    | Poutū-te-rangi   |                      |
| 4月  | April     | Āperira  | Paenga-whāwhā    |                      |
| 5月  | May       | Mei      | Haratua          |                      |
| 6月  | June      | Hune     | Pipiri           | マオリ暦における新年 |
| 7月  | July      | Hūrae    | Hōngongoi        |                      |
| 8月  | August    | Ākuhata  | Here-turi-kōkā   |                      |
| 9月  | September | Hepetema | Mahuru           |                      |
| 10月 | October   | Oketopa  | Whiringa-ā-nuku  |                      |
| 11月 | November  | Noema    | Whiringa-ā-rangi |                      |
| 12月 | December  | Tīhema   | Hakihea          |                      |

## ニュージーランド英語への影響
ニュージーランド英語はマオリ語から多くの語を借用しており、特に鳥、植物、魚、場所の名前が多い。例えば、国鳥のキーウィ（kiwi）は、マオリ語に由来している。「キア・オラ」(kia ora; 直訳「健康である」)はマオリ語起源の挨拶として広く採用されており、「こんにちは」を意味する。これはまた、「ありがとう」を意味することもあり、または会議での発言者との合意を意味することもある。マオリ語の挨拶語「テーナー・コエ」(tēnā koe; 1人の人に)、「テーナー・コールア」（tēnā kōrua; 2人に）、「テーナー・コウトウ」「ハエレ・ラー」（tēnā koutou; haere rā; 3人以上に）なども広く使われている。マオリ語の「キア・カハ」（kia kaha、強くあれ）というフレーズは、ストレスの多い仕事を始めたり、困難な状況にある人の精神的な支えの表れとしてよく使われる。「ファーナウ」(whānau; 意味は〈家族〉)や「カイ」(kai; 意味は〈食物〉)といった多くの言葉もニュージーランド人に広く理解され、使われている。